# Omar Mussa (voetballer, 2000)
Omar Mussa (20 augustus 2000) is een Burundees-Belgisch voetballer die sinds 2024 onder contract ligt bij Torquay United.

## Clubcarrière
Na het faillissement van Beerschot AC sloot Mussa zich aan bij de jeugdopleiding van KV Mechelen. In januari 2019 tekende hij bij de Engelse derdeklasser Walsall FC. Een paar dagen later mocht hij al een paar minuten invallen in de competitiewedstrijd tegen Scunthorpe United. Na afloop van het seizoen 2018/19 vertrok hij weer bij Walsall.
Na een proefperiode kon Mussa een profcontract ondertekenen bij Aston Villa, maar dan moest de club een opleidingsvergoeding van 180.000 euro betalen aan KV Mechelen. Mussa trainde een half jaar bij Aston Villa en vervolgens ook een half jaar bij Leicester City, weliswaar zonder contract. In oktober 2020 vond hij met de Engelse vijfdeklasser Dover Athletic een nieuwe club. Op het einde van het seizoen 2020/21 liep zijn contract er af. In augustus 2021 tekende hij bij de Engelse vijfdeklasser Weymouth FC. Daar plukte reeksgenoot Dagenham & Redbridge FC hem in de zomer van 2022 weg.
Na twee seizoenen met Dagenham & Redbridge in de National League tekende Mussa in juli 2024 bij Torquay United, een club uit de National League South.

## Interlandcarrière
In november 2017 kwam Mussa tweemaal uit voor België –18. Op 25 maart 2023 maakte Mussa evenwel zijn interlanddebuut voor Burundi.
| Interlands van Omar Mussa              | Interlands van Omar Mussa              | Interlands van Omar Mussa              | Interlands van Omar Mussa              | Interlands van Omar Mussa              | Interlands van Omar Mussa              | Interlands van Omar Mussa              |
| No.                                    | Datum                                  | Wedstrijd                              | Uitslag                                | Soort Wedstrijd                        | Doelpunten                             |                                        |
| Als speler bij Dagenham & Redbridge FC | Als speler bij Dagenham & Redbridge FC | Als speler bij Dagenham & Redbridge FC | Als speler bij Dagenham & Redbridge FC | Als speler bij Dagenham & Redbridge FC | Als speler bij Dagenham & Redbridge FC | Als speler bij Dagenham & Redbridge FC |
| -------------------------------------- | -------------------------------------- | -------------------------------------- | -------------------------------------- | -------------------------------------- | -------------------------------------- | -------------------------------------- |
| 1.                                     | 25 maart 2023                          | Indonesië – Burundi                    | 3 – 1                                  | Vriendschappelijk                      | -                                      |                                        |
| 2.                                     | 16 november 2023                       | Burundi – Gambia                       | 3 – 2                                  | Kwalificatie WK 2026                   | -                                      |                                        |
| 3.                                     | 19 november 2023                       | Burundi – Gabon                        | 1 – 2                                  | Kwalificatie WK 2026                   | -                                      |                                        |
| Totaal                                 | Totaal                                 | Totaal                                 | Totaal                                 | Totaal                                 | -                                      |                                        |

Bijgewerkt tot 4 september 2024

## Privé
- Mussa is de zoon van Omar Mussa, die destijds als politiek vluchteling naar België verhuisde en via Berkenbos VV bij Antwerp FC terechtkwam.